# Костёл Святого Войцеха (Краков)
Костёл святого Войцеха (пол. Kościół św. Wojciecha) — римско-католический храм в центре Кракова, расположенный в Старом Городе на Рыночной площади. Одна из самых маленьких, а также одна из древнейших церквей города, датируется XI веком. Первоначально церковь была построена в романском стиле, но в XVII—XVIII веках перестроена в стиле барокко.
Церковь носит имя святого Войцеха, епископа-миссионера из Чехии, который, по преданию, читал в этом месте проповеди в дороге в Пруссию (теперь — северные земли Польши), куда был послан, чтобы окрестить её жителей-язычников. Там он подвергся мученической смерти и стал первым покровителем Польши. В 1453 году в церкви проповедовал Иоанн Капистранский, итальянский святой и средневековый проповедник.
В главном алтаре находится образ Божьей Матери, который является копией римской иконы Божией Матери Salus Populi Romani.

## История
Согласно преданию, на месте, где сейчас расположена церковь, вёл проповеди святой Войцех. В память об этом была построена деревянная церковь. Во время археологических раскопок обнаружены остатки предыдущей постройки, в частности кирпич, который относится к рубежу X—XI веков. Нынешняя романская церковь появилась во второй половине XI — начале XII века. В 1404 году благодаря епископу Петру Вышу Радолиньскому храм стал приходской церковью Университета. В начале XVII века после значительной реконструкции здание приобрело барочный вид: были подняты стены церкви, сооружение накрыли новым куполом, романские стены отштукатурили, а также сделан новый выход с западной стороны. Реконструкцией руководил профессор Валентий Фонтана, а также отец Себастьян Мирош. В 1711 году была построена новая ризница, а 1778 — часовня блаженного Викентия Кадлубека.

## Архитектура
Здание однонефное, накрытое эллиптическим куполом, с закрытым алтарём. К нефу прилегают две ниши (пастофории). С севера к церкви примыкает ризница, имеющая форму полукруглой апсиды, с запада — прямоугольная часовня Кадлубека. Перед входом в церковь — позднебарочный портал (вторая XVIII века). Оформление интерьера — барочное, второй половины XVIII века. Над главным алтарём находится икона Богородицы XVII века. Купол церкви изготовлен из полихрома Эугенюшем Чухорским.
В подвале церкви расположена музейная экспозиция, посвящённая истории Рыночной площади.

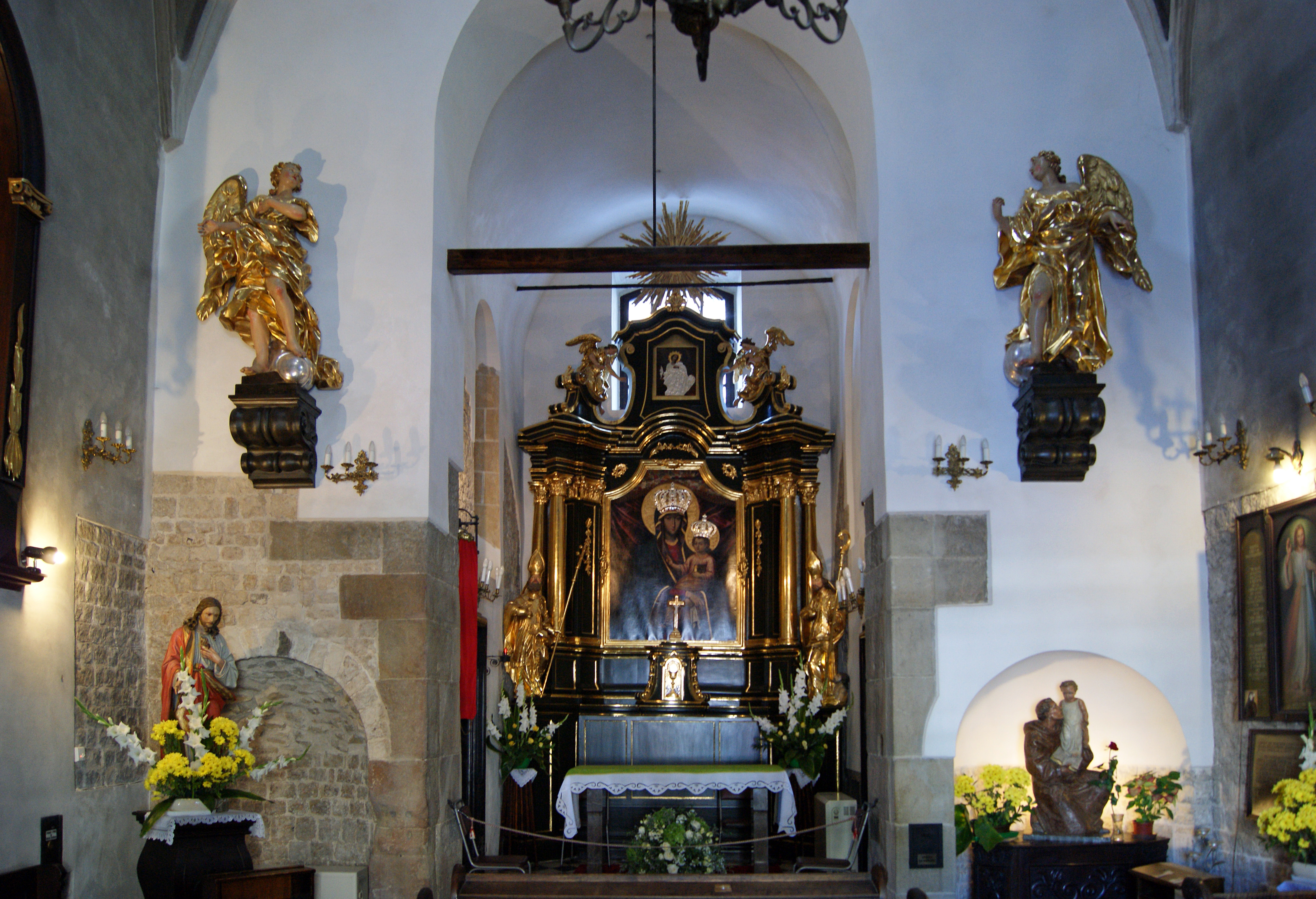
Внутри церкви
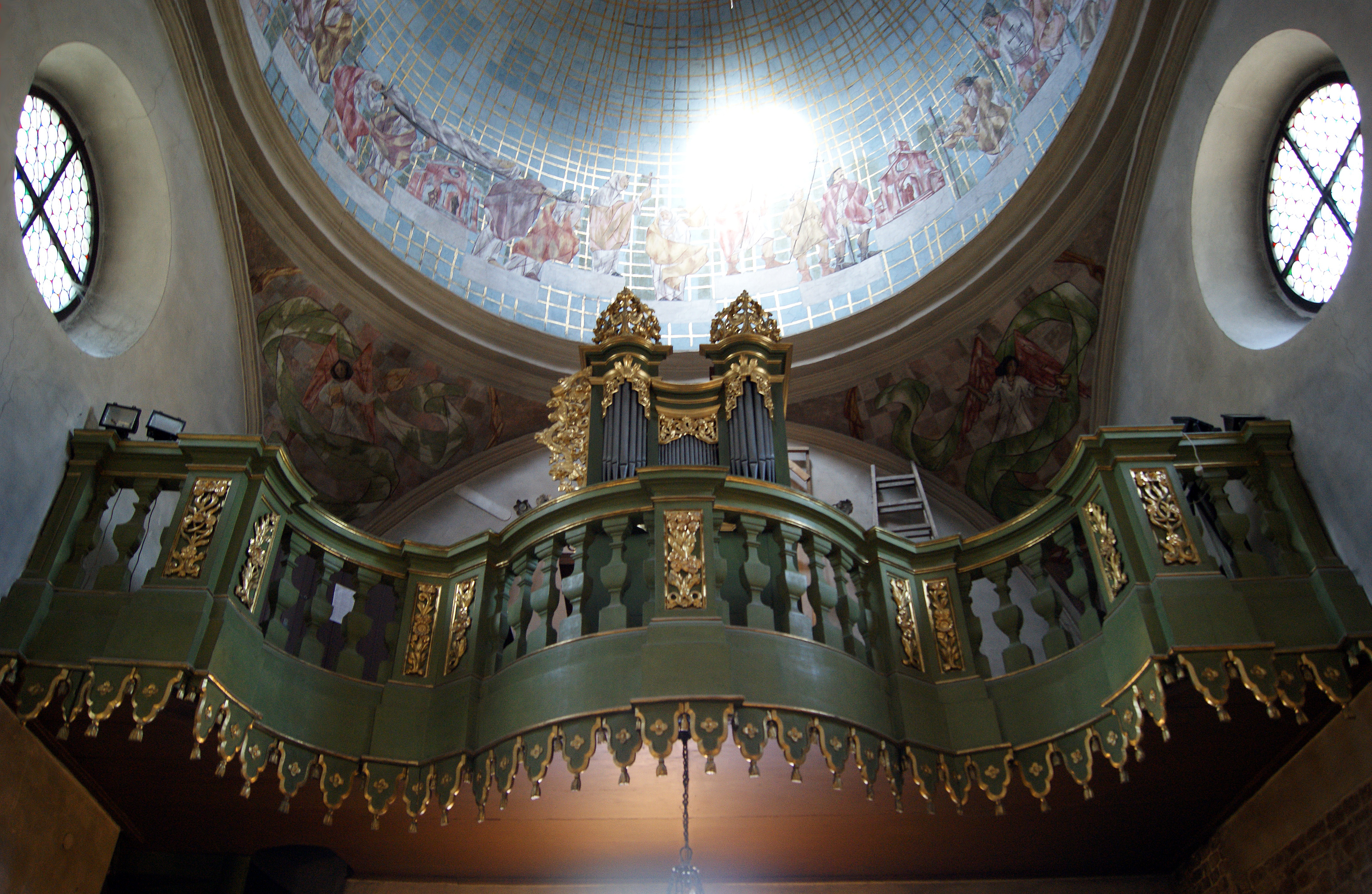
Хор и орган
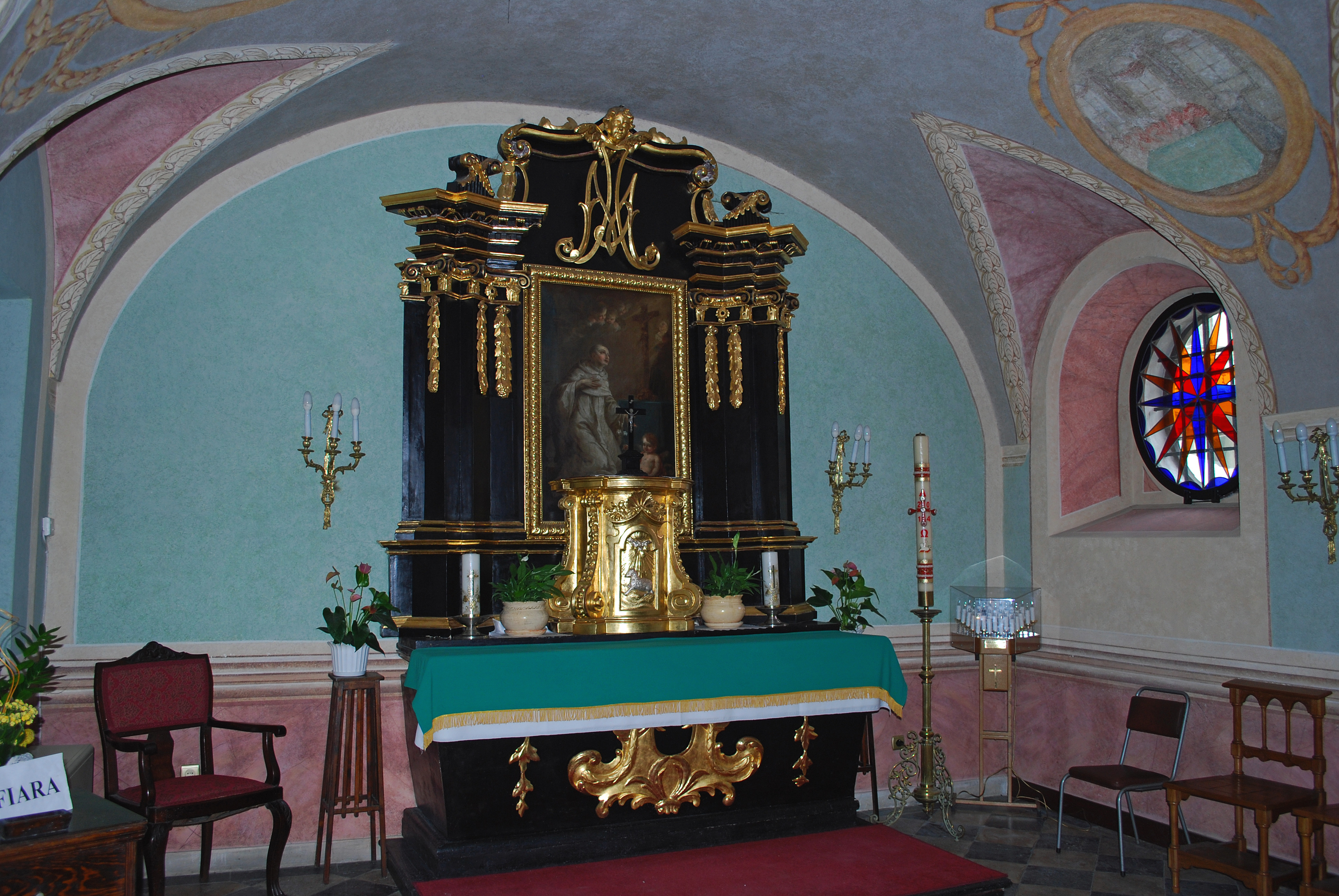
Часовня блаженного Викентия Кадлубека